# Översläng

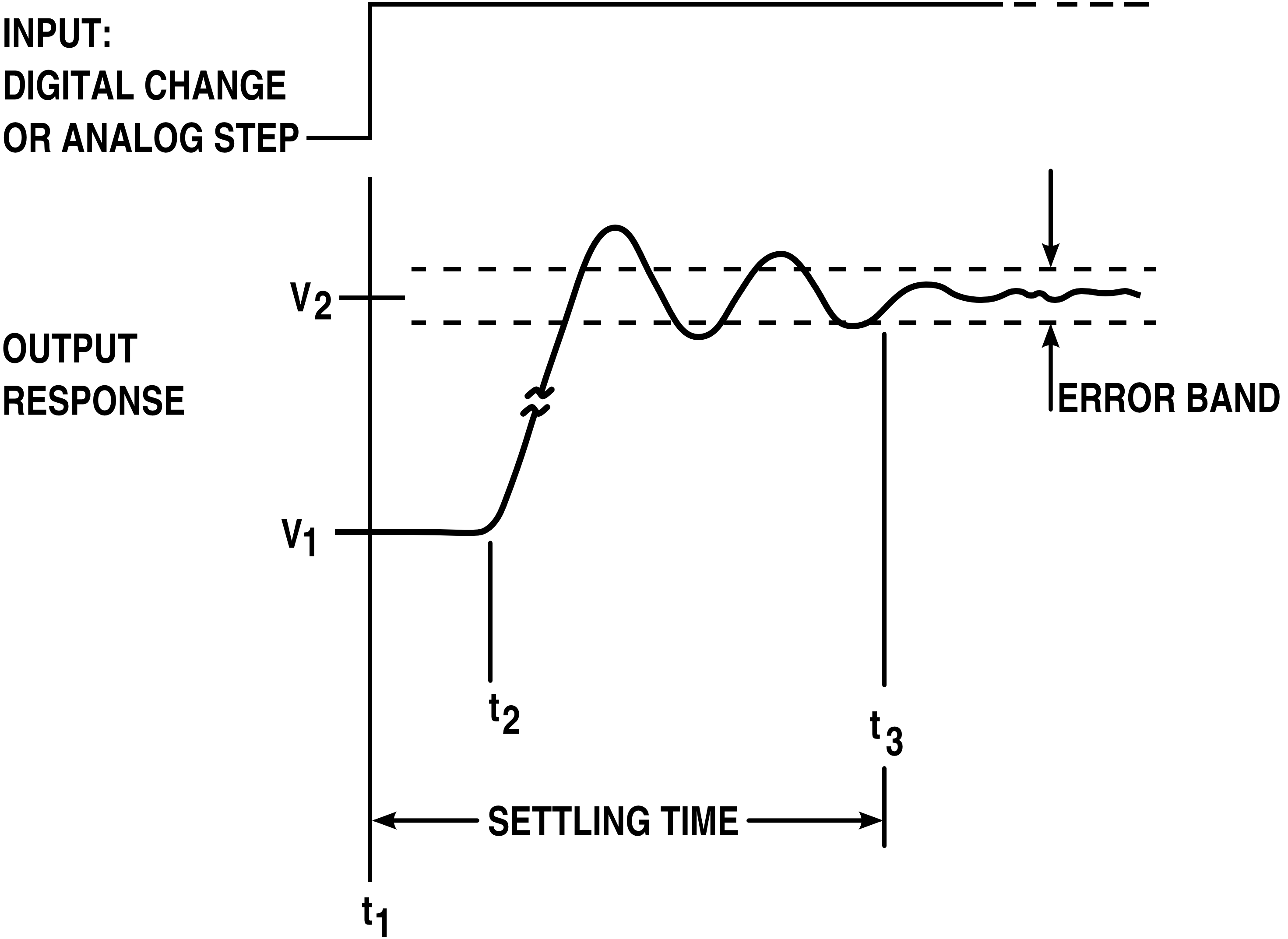
En illustration av översläng efterföljt av utringning, samt insvängningstid.

Inom signalbehandling, styrteknik, elektronik och matematik är en översläng när en signal överskrider till målvärde. Fenomenet uppstår speciellt i stegsvar i bandbegränsade system såsom lågpassfilter. Överslängen efterföljs ofta av en ringning som liknar överslängen. På engelska kallas detta overshoot respektive undershoot.

## Definition
Överslängens maximum definieras av Katsuhiko Ogata's Discrete-time control systems som "det maximala värdet på en svarskurva jämfört med önskad svarssignal i ett system."

## Styrteknik
Inom styrteknik menas med översläng en utsignal som överstiger dess slutliga, stabila värde.  För stegsvar beräknas överslängsprocenten som maxvärdet minus stegvärdet dividerat med stegvärdet. För enhetssteg är överslängen signalens maxvärde minus ett.  Överslängsprocenten är en funktion av dämpvärdet ζ och ges av 
{\displaystyle PO=100\%\cdot e^{\left({\frac {-\zeta \pi }{\sqrt {1-\zeta ^{2}}}}\right)}}
Dämpvärdet kan även finnas genom
{\displaystyle \zeta ={\sqrt {\frac {(\ln {\frac {PO}{100\%}})^{2}}{\pi ^{2}+(\ln {\frac {PO}{100\%}})^{2}}}}}

## Elektronik

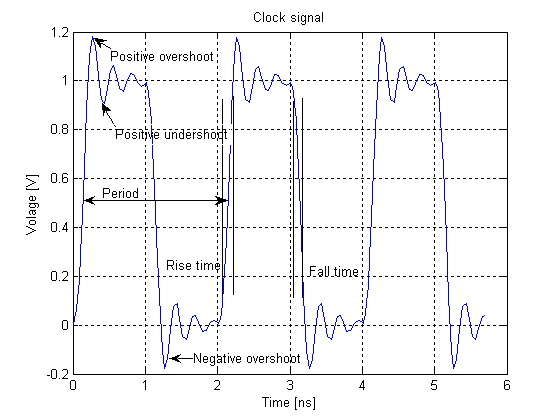
Översläng och undersläng i en elektronisk signal.

Inom elektronik syftar översläng på ett kortvarigt värde på godtycklig parameter som överstiger sitt slutliga och stabila värde då signalen går från ett värde till ett annat. Termen används inom förstärkarteknik.
Användning: Översläng uppstår när ett kortvarigt värde överskrider en signals slutvärde. När det kortvariga värdet underskrider slutvärdet kallas det "undersläng". 
En elektrisk krets försöker ofta minimera stegtid samtidigt som distorsion måste hållas inom acceptabla gränser.
1. En översläng utgör en distorsion av en signal.
2. Inom kretsdesign kan de två delmålen att minimera både stegtid och distorsion komma i konflikt med varandra.
3. Överslängens magnitud beror på tid och dämpning.
4. Överslängar associeras ofta med insvängningstid, det vill säga hur lång tid det tar för utsignalen att nå sitt slutliga, stabila värde.

## Matematik

En sinusintegral som visar översläng.

Inom matematik är termen översläng en av flera som används för att beskriva kvalitén på en funktionsapproximation. När en funktion, till exempel en fyrkantsvåg, beskrivs som en summa av termer, en Fourierserie eller en expansion av ortogonala polynom, kan approximationen då den har ett ändligt antal termer uppvisa överslag, underslag och ringning. Ju fler termer som används i approximationen, desto mindre uttalad blir distorsionen. Amplituden förblir konstant även om perioden minskar. Detta är känt som Gibbs fenomen. För Fouriertransformen kan detta modelleras med en approximerad stegfunktion som integreras upp till en viss frekvens. Detta ger en sinusintegral och kan tolkas som inveckling med sinc-funktionen. Inom signalbehandling är detta ett lågpassfilter.

## Signalbehandling

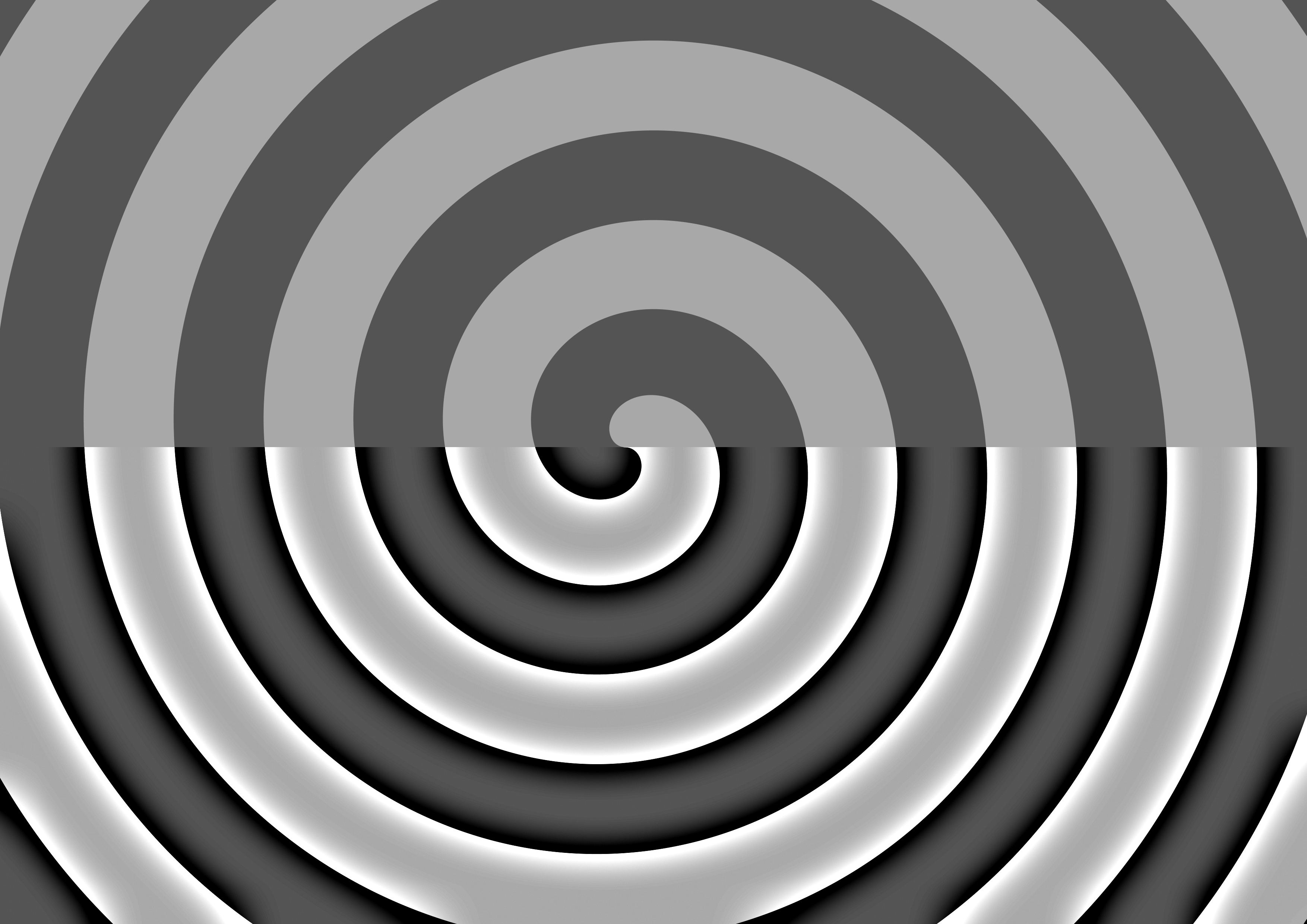
Översläng (nedre halvan av bilden) skapad av en oskärpemask för att öka bildens skärpa.

En sinusintegral som är stegsvaret på ett idealt lågpassfilter.

Sinc-funktionen som är ett impulssvar på ett idealt lågpassfilter.

Inom signalbehandling är översläng det fenomen där utsignalen från ett filter har ett högre maxvärde än insignalen, specifikt då för stegsvaret. Överslängar i filter är ofta förknippade med ringning.
Detta sker när till exempel ett sinc-filter används som ett idealt lågpassfilter. Stegsvaret kan tolkas som en inveckling av impulssvaret som är en sinc-funktion.
Överslängar är ofta oönskade, speciellt om det orsakar klippning, men kan vara bra när skärpan på bilder ska ökas, då fenomenet kan göra så att den märkbara skärpan ökas.

## Relaterade ämnen
Ett närbesläktat fenomen är ringning, då en signal efter en översläng med minskande amplitud oscillerar runt slutvärdet. Den tid det tar för signalen att stabiliseras på slutvärdet kallas insvängningstid. 
Inom ekologi motsvarar översläng ett liknande fenomen där en population tillfälligt överskrider ett systems bärkraft.